# Antônio Andrade
Antônio Eustáquio Andrade Ferreira (Patos de Minas, 18 de junho de 1953 – Nova Lima, 5 de março de 2025) foi um político brasileiro filiado ao Movimento Democrático Brasileiro (MDB).

## Carreira
Graduado em Engenharia civil pela Universidade Federal de Minas Gerais, foi produtor rural.
Integra o MDB desde 1987. Foi prefeito da cidade de Vazante de 1989 a 1992. Elegeu-se consecutivamente Deputado estadual de Minas Gerais em 1994, 1998 e 2002. Em 2006 se elegeria Deputado federal, sendo reeleito em 2010. Em 2014 foi eleito Vice-Governador do estado de Minas Gerais pela chapa do petista Fernando Pimentel com 5 359 870 votos.
Desde 7 de março de 2012 era o presidente da Comissão de Finanças e Tributação da Câmara dos Deputados, quando em 16 de março de 2013 foi empossado do cargo de ministro da Agricultura, Pecuária e Abastecimento do Governo Dilma Rousseff. Deixou a pasta em 17 de março de 2014 em uma reforma ministerial promovida pela presidente.
Concorreu ao cargo de vice-governador de Minas Gerais nas eleições em Minas Gerais em 2014 na chapa encabeçada por Fernando Pimentel do Partido dos Trabalhadores (PT) e elegeram-se ainda no primeiro turno.
Em 2015, na Convenção Estadual do PMDB, foi reeleito presidente da Executiva Estadual do partido em Minas Gerais, assumindo o mandato até 2017.
Na disputa do segundo turno das eleições municipais de 2016, mesmo sendo vice-governador numa aliança com o PT, apoiou João Leite do PSDB para prefeito de Belo Horizonte. Na foto que selou esta aliança, Antônio Andrade e Aécio Neves são os protagonistas do simbólico aperto de mãos.
Em 9 de novembro de 2018 foi preso temporariamente pela Polícia Federal em conjunto com outras pessoas supostamente envolvidas em crimes de corrupção e por estarem agindo em conjunto para atrapalhar investigações de crimes apurados no âmbito da  operação "Capitu", um dos desdobramentos da operação "Lava-jato".

## Morte
Andrade morreu em 5 de março de 2025, aos 71 anos, em Nova Lima, Minas Gerais, vitimado por complicações de uma pneumonia.